# 吉迈镇
吉迈镇，是中华人民共和国青海省果洛藏族自治州达日县下辖的一个乡镇级行政单位。

## 行政区划
吉迈镇下辖以下地区：
吉迈社区、普芒牧委会、跨热牧委会和龙才牧委会。